# Vickers Vimy
Il Vickers Vimy era un bombardiere pesante biplano prodotto dall'azienda britannica Vickers Limited nel secondo decennio del XX secolo ed impiegato sia come aereo militare dalla Royal Air Force, sia, nella sua versione civile, come aereo di linea da governi e compagnie aeree in Cina, Francia, Spagna e Regno Unito.
Il Vimy è noto anche per essere stato il primo velivolo che abbia effettuato un volo transatlantico senza scalo, nel giugno 1919, ai comandi dei piloti britannici John Alcock e Artur Whitten-Brown.

## Storia del progetto
Reginald K. Pierson, capo progettista della Vickers Limited (Aviation Department) di Leighton Buzzard, propose di disegnare il progetto di un bombardiere bimotore con configurazione alare biplana, il Vickers F.B.27, per soddisfare la richiesta per la fornitura di un bombardiere notturno capace di attaccare obbiettivi in territorio tedesco. A seguito dell'approvazione da parte dell'Air Board, la commissione che avrebbe dato origine all'Air Ministry, il 14 agosto 1917 l'azienda britannica conseguì un contratto per la realizzazione di 3 esemplari da fornire per le valutazioni. La progettazione e realizzazione avvenne in tempi brevissimi, ed il prototipo venne portato in volo per la prima volta già il 30 novembre dello stesso anno, motorizzato con due Hispano Suiza da 200 hp. Al velivolo venne assegnato il nome "Vimy" per commemorare la Battaglia di Vimy Ridge.
A causa della scarsa disponibilità di unità motrici i prototipi dei Vimy furono collaudati con una serie di motori differenti tra cui i Sunbeam Maori, i radiali Salmson 9Zm raffreddati a liquido e gli italiani Fiat A.12bis, per poi diversificare gli ordini prevedendo l'installazione dei BHP Puma da 230 hp, Fiat da 400 hp, Liberty L-12 da 400 hp e Rolls-Royce Eagle VIII da 360 hp, per un totale di 776 esemplari ordinati prima della conclusione della prima guerra mondiale. Di questi solamente i modelli motorizzati Rolls-Royce, denominati Vimy IV, furono forniti alla Royal Air Force.

## Impiego operativo

### RAF
All'ottobre 1918 sono solo tre gli esemplari consegnati alla Royal Air Force, uno dei quali era stato inviato in Francia per essere utilizzato dalla Independent Air Force, tuttavia la guerra si concluse senza che potesse impiegato in alcuna azione bellica. Il Vimy raggiunse la piena operatività nel luglio 1919 con la consegna al No. 58 Squadron di stanza in Egitto.
Il Vimy rimase il principale bombardiere pesante in servizio presso la RAF per gran parte degli anni venti, impiegato come bombardiere di prima linea in Medio Oriente e nel Regno Unito dal 1919 fino al 1925, fino alla sua sostituzione con il più moderno Vickers Virginia, continuando comunque ad equipaggiare lo Special Reserve bomber squadron, No. 502 Squadron ad Aldergrove, nell'Irlanda del Nord, sino al 1929. Successivamente finì la sua carriera operativa come aereo da addestramento dopo essere stato rimotorizzato con i radiali Bristol Jupiter o Armstrong Siddeley Jaguar. Gli ultimi esemplari vennero utilizzati fino al 1938 come aerei bersaglio dai reparti antiaerei per le esercitazioni con i proiettori da ricerca.

### Trasvolata atlantica senza scalo
Alla fine della prima guerra mondiale l'aviazione aveva raggiunto un grado di sviluppo piuttosto avanzato, in particolare se paragonato alla situazione della tecnologia aeronautica subito prima del conflitto; nel 1918 il prossimo traguardo da raggiungere era la trasvolata dell'Oceano Atlantico. Già nel 1913 il quotidiano inglese Daily Mail aveva messo in palio 10 000 sterline per chiunque riuscisse a completare la traversata senza scalo, ma il conflitto aveva poi spostato l'attenzione generale su altri problemi.
Nel 1919, però, l'entusiasmo per il volo transoceanico si era riacceso: in maggio una spedizione di cinque idrovolanti Curtiss NC-4 dell'US Navy era partita da Terranova alla volta di Lisbona (passando per le Azzorre), ma uno solo degli aerei era giunto a destinazione, e comunque con scali intermedi. Il volo aveva richiesto 19 giorni (42 ore di volo) per essere completato. Sempre in maggio si era svolto il tentativo degli australiani H. Hawker e K. Mackenzie-Grieve, che però si era risolto in un ammaraggio di fortuna e nel salvataggio dell'equipaggio da parte di una nave di passaggio.
Il 14 giugno due aviatori inglesi, il capitano John Alcock e il tenente Arthur Whitten-Brown partirono da Saint John, a Terranova, dirigendosi a est verso l'Irlanda, distante circa 3000 km. Alcock ricopriva il ruolo di pilota, mentre Brown faceva da navigatore. L'aereo era un Vickers Vimy leggermente modificato per incrementare la sua capacità di carburante e per rendere più facile l'interazione dei membri dell'equipaggio, anche se comunque l'abitacolo era aperto e i comfort ridottissimi. Il tempo fu cattivo per tutta la durata del volo: l'aereo incontrò nebbia, neve e grandine, e a tratti fu costretto a volare senza visibilità; a un certo punto Brown dovette salire sull'ala per staccare il ghiaccio dai motori con un temperino. Tuttavia, alle 9 e 40 del mattino del 15 giugno, l'equipaggio avvistò la costa irlandese. L'atterraggio su un prato nei pressi di Clifden, nella Contea di Galway, fu brusco e provocò seri danni al velivolo, ma l'equipaggio ne uscì illeso. Il volo era durato 16 ore e 27 minuti, e valse ad Alcock e Brown una grande popolarità, nonché il titolo di baronetti.

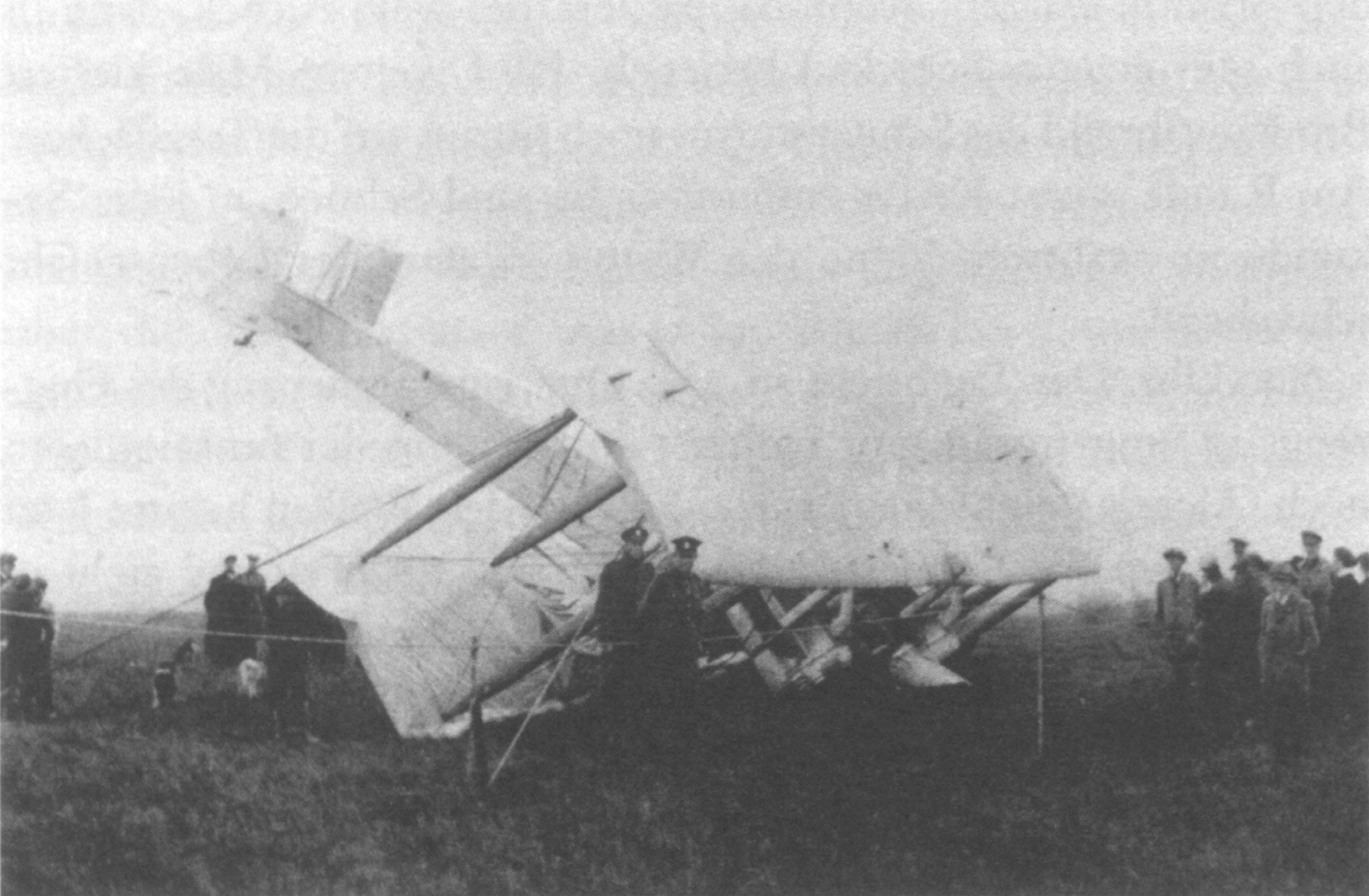
Il Vimy di Alcock e Brown danneggiato dopo l'atterraggio in Irlanda, al termine della prima trasvolata atlantica senza scalo.

### Primati
Il Vickers Vimy detiene alcuni primati che riguardano l'aviazione britannica e mondiale:
- 1919 - primo volo transatlantico effettuato da John Alcock e Arthur Whitten Brown.
- 1919 - primo volo dall'Inghilterra all'Australia.
- 1920 - primo volo dall'Inghilterra (Londra) al Sudafrica (Città del Capo).

## Versioni
- F.B.27 Vimy - prototipo, realizzato in 4 esemplari.
- F.B.27A Vimy II - versione di serie bimotore da bombardamento destinata alla RAF.
- Vimy Ambulance - versione aeroambulanza destinata alla RAF.
- Vimy Commercial - versione civile di linea, motorizzata Rolls-Royce Eagle VIII.

## Utilizzatori

### Militari
Regno Unito
- Royal Air Force (Vimy, Vimy Ambulance & Vernon).

### Civili
Cina
- Governo della Cina (Vimy Commercial).

 Francia
- Grands Express Aériens (Vimy Commercial).

 Spagna
- Governo della Spagna (Vimy).

 Regno Unito
- Imperial Airways (Vimy Commercial).
- Instone Air Line (Vimy Commercial).

## Esemplari attualmente esistenti

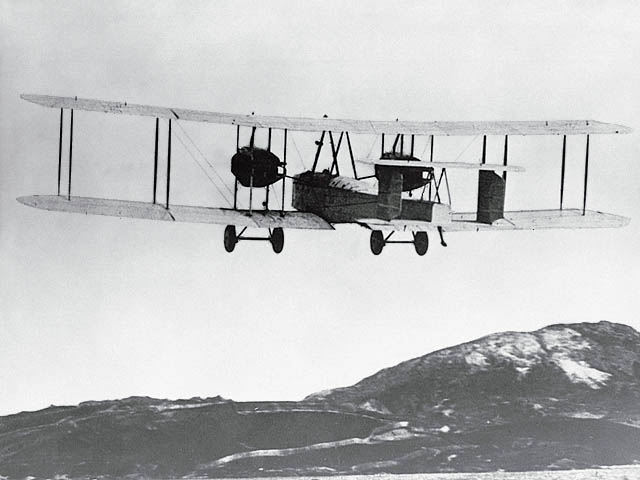
Vickers Vimy in decollo.

Pur non essendo giunto alcun esemplare ai giorni nostri, nel 1969 la Vintage Aircraft Flying Association di Brooklands costruì una replica del Vimy, ora esposta al RAF Museum Hendon. Nel 2004 venne realizzata una seconda replica volante.

### Pubblicazioni
- (EN)  Jarrett, Philip. "By Day and By Night: Part Six." Aeroplane Monthly Volume 20, No. 11, November 1992. London: IPC. p. 8–14.
- (EN)  Thetford, Owen. "By Day and By Night: Part Seven." Aeroplane Monthly Volume 20, No. 12, December 1992. London: IPC. p. 30–38.

### Velivoli comparabili
- Handley Page Type O
- Gotha G.IV